# Hisayoshi Suganuma
Hisayoshi Suganuma (jap. 菅沼 久義 Suganuma Hisayoshi; ur. 30 września 1978) – japoński seiyū pracujący dla firmy Aoni Production.

## Wybrana filmografia
- Beyblade –
  - Eddy,
  - Gordo
- Bobobo-bo Bo-bobo –
  - Pilot,
  - Beep
- Gintama – Kantarō Hashida
- Haikyu!! – Noboru Akimiya
- InuYasha – mąż Tsuyu
- Księga przyjaciół Natsume – Atsushi Kitamoto
- Kuroshitsuji – Fred Abberline
- Monster – detektyw Jan Suk
- Naruto – młody Mizuki
- One Piece –
  - Daruma,
  - Lindbergh
- Chitchana yukitsukai Sugar – Wietrzna Wróżka
- Yu-Gi-Oh! GX – Książę Ojin